# 佩德罗·贡萨尔维斯
佩德罗·安东尼奥·佩雷拉·贡萨尔维斯（葡萄牙語：Pedro António Pereira Gonçalves，葡萄牙語發音：[ˈpeðɾu ɣõˈsalvɨʃ]；1998年6月28日—），也被称为波特（葡萄牙語：Pote），是一名葡萄牙足球运动员，场上司职前腰，目前效力于葡超球队葡萄牙体育，亦是葡萄牙国家队队员之一。

## 俱乐部生涯

### 伍尔弗汉普顿流浪
贡萨尔维斯出生在葡萄牙雷阿尔城区查韦斯镇的村庄维达戈。2017年7月，他从西甲劲旅巴伦西亚转投英冠球队伍尔弗汉普顿流浪，并与新东家签约两年。2018年8月28日，在“狼队”客场2-0战胜谢菲尔德星期三的联赛杯第二轮比赛中，贡萨尔维斯在第62分钟时替补登场，换下了埃里奥特·瓦特，完成了一线队首秀。在此之后，他在也没能为狼队的一线队出战过任何正式比赛，因此这也成为了他为球队披挂上阵的唯一一场比赛。

### 法马利孔
2019年7月2日，贡萨尔维斯回到了葡萄牙，与狼队队友若昂·凯亚多一同加盟了葡超升班马法马利孔，与新东家签约5年。8月10日，在法马利孔2-0战胜圣克拉拉的比赛中，贡萨尔维斯首发出战并打满全场，完成了个人葡超首秀。仅仅一个月后，他就攻入了自己的首粒进球，帮助球队主场4-2战胜费雷拉。
在6月22日市政球场度过的一年时光中，贡萨尔维斯在各项赛事中出场40次，打进7球。

### 葡萄牙体育
2020年8月18日，贡萨尔维斯与另一支葡超球队葡萄牙体育签约5年。11月1日，在葡萄牙体育4-0战胜通德拉的比赛中，贡萨尔维斯梅开二度，在个人的前6场联赛比赛中攻入5球，为葡超联赛中第二佳的数据。12月5日，在葡萄牙体育2-2战平他的老东家法马利孔的比赛中，贡萨尔维斯打进一球，但也在比赛中被红牌罚下；这也意味着他连续6场比赛为球队建功，也是这6场比赛中的第10粒进球。在整个2020–21赛季中，他一共打入23粒进球，帮助球队赢得了阔别已久的联赛冠军。在个人数据方面，他的23粒进球超过了本菲卡的哈里斯·舍费洛维奇，获得了当赛季葡超金靴，也成为了自1996年的多明戈斯·帕西恩西亚以来首位夺得该奖项的葡萄牙本土球员。

## 国家队生涯
2020年9月4日，在葡萄牙U-21国青队4-0完胜塞浦路斯的2021年欧青赛预选赛比赛中，贡萨尔维斯首次为葡萄牙队出战国际比赛，完成了个人U-21国家队首秀。10月13日，在葡萄牙客场3-0取胜直布罗陀的预选赛（同样的赛事）中，贡萨尔维斯在比赛中完成了双响，帮助球队拿到了关键的三分。
在已经参加了U-21决赛的第一轮后，2021年5月，贡萨尔维斯被葡萄牙国家队主教练费尔南多·桑托斯征召进入了葡萄牙征战2020年欧洲杯26人大名单，该项赛事由于COVID-19疫情而被推迟至2021年6月开始。

## 生涯数据
最後更新：2021年5月19日
| 俱乐部               | 赛季     | 联赛     | 联赛 | 联赛 | 本土杯赛 | 本土杯赛 | 联赛杯 | 联赛杯 | 欧战 | 欧战 | 其他 | 其他 | 合计 | 合计 |
| 俱乐部               | 赛季     | 联赛级别 | 出场 | 进球 | 出场     | 进球     | 出场   | 进球   | 出场 | 进球 | 出场 | 进球 | 出场 | 进球 |
| -------------------- | -------- | -------- | ---- | ---- | -------- | -------- | ------ | ------ | ---- | ---- | ---- | ---- | ---- | ---- |
| 伍尔弗汉普顿流浪     | 2017–18  | 英冠     | 0    | 0    | 0        | 0        | 0      | 0      | —    | —    | —    | —    | 0    | 0    |
| 伍尔弗汉普顿流浪     | 2018–19  | 英超     | 0    | 0    | 0        | 0        | 1      | 0      | —    | —    | —    | —    | 1    | 0    |
| 伍尔弗汉普顿流浪     | 合计     | 合计     | 0    | 0    | 0        | 0        | 1      | 0      | —    | —    | —    | —    | 1    | 0    |
| 伍尔弗汉普顿流浪U-21 | 2018–19  | —        | —    | —    | —        | —        | —      | —      | —    | —    | 3    | 1    | 3    | 1    |
| 法马利孔             | 2019–20  | 葡超     | 33   | 5    | 6        | 2        | 1      | 0      | —    | —    | —    | —    | 40   | 7    |
| 葡萄牙体育           | 2020–21  | 葡超     | 32   | 23   | 1        | 0        | 3      | 0      | 1    | 0    | —    | —    | 37   | 23   |
| 生涯合计             | 生涯合计 | 生涯合计 | 65   | 28   | 7        | 2        | 5      | 0      | 1    | 0    | 3    | 1    | 81   | 31   |

1. ↑  包括英格兰足总杯与葡萄牙杯
2. ↑  包括英格兰联赛杯与葡萄牙联赛杯
3. ↑  在英联锦中的出场
4. ↑  在欧联杯中的出场

## 荣誉

### 俱乐部
葡萄牙体育
- 葡超冠军：2020–21[12]
- 葡萄牙联赛杯冠军：2020–21[20]

### 國家隊
葡萄牙
- 歐洲足協國家聯賽冠軍：2024-25賽季

### 个人
- 葡超金靴奖（英语：Bola de Prata (Portugal)）：2020–21[13]